# جايسون ديلوشيا
جايسون ديلوشيا (بالإنجليزية: Jason DeLucia؛ مواليد 24 يوليو 1969) هو مُقاتل فنون قتالية مختلطة أمريكي مُعتزل.

## وصلات خارجية
- جايسون ديلوشيا على موقع يو إف سي (الإنجليزية)
- جايسون ديلوشيا على موقع شيردوغ (الإنجليزية)
- جايسون ديلوشيا على موقع Tapology.com (الإنجليزية)
- جايسون ديلوشيا على موقع IMDb (الإنجليزية)
- جايسون ديلوشيا على موقع قاعدة بيانات الفيلم (الإنجليزية)